# Жмудський Володимир Володимирович
Володимир Володимирович Жмудський (нар. 23 січня 1947, Дубляни, Самбірський район, Львівська область, УРСР) — український радянський вотерполіст, олімпійський чемпіон 1972 року, призер чемпіонату світу, дворазовий чемпіон Європи.

## Біографія
Володимир Жмудський народився 23 січня 1947 року в селищі міського типу Дубляни.
Водним поло почав займатися у Львові, де виступав за місцевий клуб «Динамо». Потім перейшов у клуб «ЦСК ВМФ», у складі якого шість разів став чемпіоном СРСР. Закінчував кар'єру в московському «Динамо».
Вдалі виступи на клубному рівні дали можливість спортсмену пробитися в збірну СРСР. У 1966 році він вперше став чемпіоном Європи, а у 1970 році повторив це досягнення. У 1972 році здобув своє найбільше спортивне досягнення, ставши олімпійським чемпіоном на змаганнях у Мюнхені. Жмудський продовжував виступати за національну збірну, ставши срібним призером чемпіонату світу в 1973 році, та чемпіонату Європи в 1974 році.
Жмудський випускник Львівського державний університет фізичної культури. За видатні досягнення отримав медаль «За трудову відзнаку».
В 90-х його було засуджено за торгівлю медичними препаратами які містять наркотичні речовини.